# Ochropleura astigmata
Ochropleura astigmata là một loài bướm đêm trong họ Noctuidae.